# Chích phương đông
Chích phương đông (danh pháp khoa học: Acrocephalus orientalis) là một loài chim trong họ Acrocephalidae.

## Hình ảnh

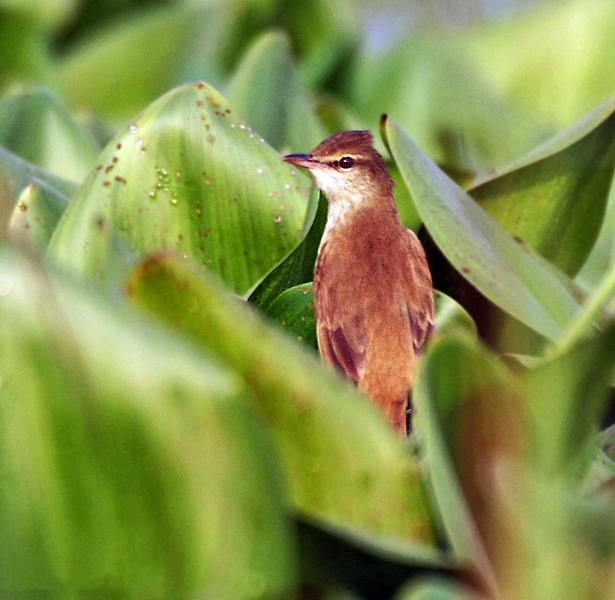
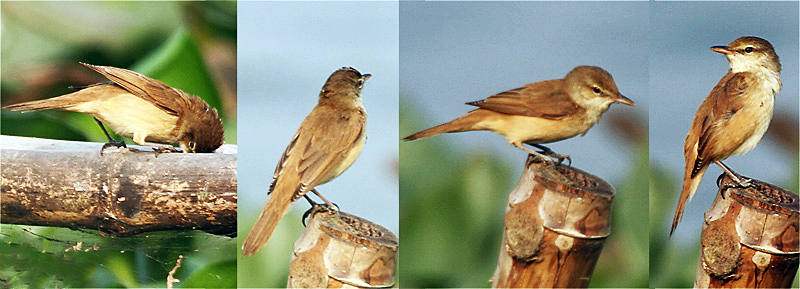
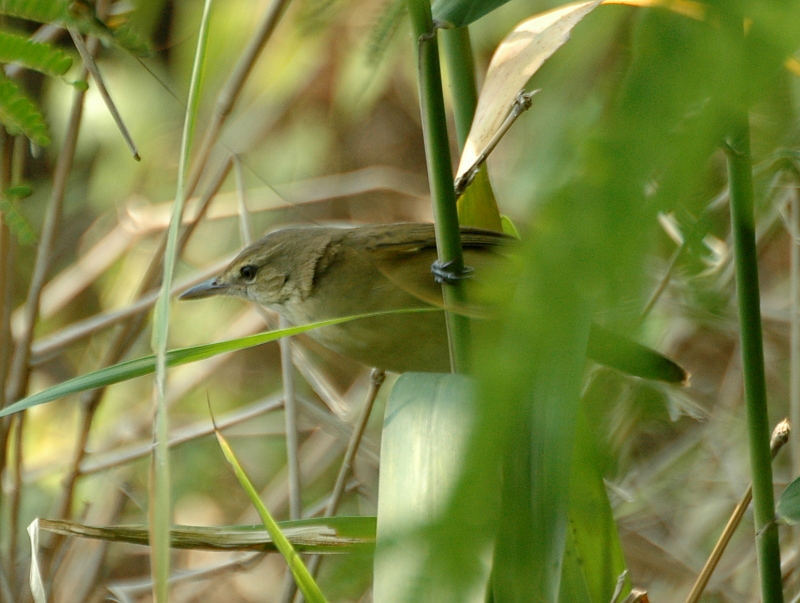
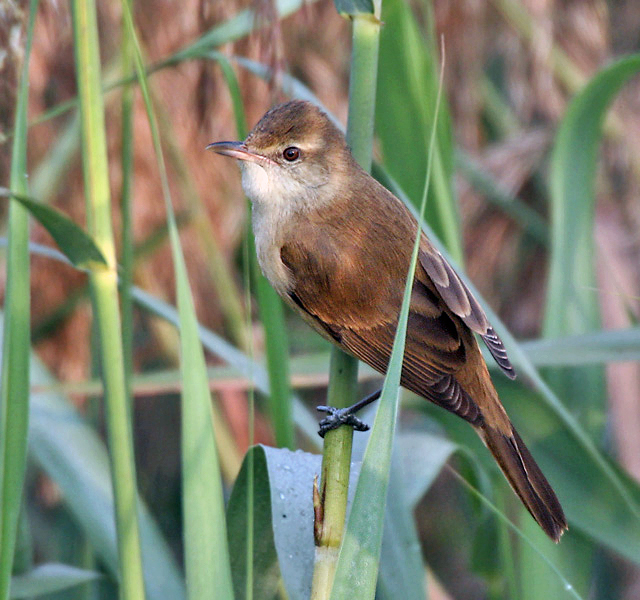